# Artabotrys veldkampii
Artabotrys veldkampii este o specie de plante angiosperme din genul Artabotrys, familia Annonaceae, descrisă de Ian Mark Turner. Conform Catalogue of Life specia Artabotrys veldkampii nu are subspecii cunoscute.